# Axinella shoemakeri
Axinella shoemakeri är en svampdjursart som först beskrevs av de Laubenfels 1936.  Axinella shoemakeri ingår i släktet Axinella och familjen Axinellidae.
Artens utbredningsområde är Florida. Inga underarter finns listade i Catalogue of Life.